# Finn Døssing
Finn Døssing Jensen (født 27. april 1941, død 25. juni 2022) var en dansk fodboldspiller. Han spillede i Viborg FF, inden han kom til Dundee United i Skotland, hvorefter han afsluttede karrieren i AaB. 
Efter karrieren som fodboldspiller havde Finn Døssing en en tøjbutik.

## Karriere
I 1958 som 17-årig debuterede han på Viborg FFs 1. hold. 6 år senere gik turen til skotsk fodbold og Dundee United FC. Her fik han bragende succes. Han scorede 80 mål i Scottish Premier League og huskes stadigvæk af klubbens fans som én af de bedste spillere i klubben nogensinde. Den officielle fanklubs lokale afdeling i Argyll er opkaldt efter Finn Døssing. I 2008 kom han i klubbens Hall Of Fame.
10 år efter han startede karrieren, sluttede han den efter et ophold hos AaB i 1968. Han stoppede brat karrieren, da han fik tilbudt at åbne en tøjbutik i barndomsbyen Viborg. Butikken åbnede første gang den 1. maj 1969. Da sønnen Michael Døssing stoppede sin professionelle fodboldkarriere, overtog han butikken i 1994.
Han har spillet en enkelt kamp på det danske U-21 landshold.